# Duitse spellingwijziging van 1996
De Duitse spellingwijziging van 1996 slaat op een geheel van aanpassingen die de spelling van het Duits in het decennium 1996-2005 en volgende jaren heeft ondergaan.
Op 1 juli 1996 ondertekenden een aantal politici en taalgeleerden uit Duitsland, Oostenrijk, Zwitserland,  de Duitstalige Gemeenschap van België, Liechtenstein, Hongarije, Zuid-Tirol en Roemenië een akkoord waarbij de nieuwe spelling officieel ingevoerd zou worden vanaf 1 augustus 1998. Er werd een overgangsperiode voorzien tot 31 juli 2005. Deze regeling is, zoals bij het Nederlands, enkel bindend in het onderwijs en in het algemeen bestuur. Om de eenheid in schrijfwijze te bewaren, wordt nochtans firma's (vooral uitgeverijen), redacties en privépersonen vriendelijk verzocht de nieuwe spelling ook toe te passen. Er wordt bijkomend gewezen op het feit dat over vijf tot tien jaar de huidige Duitstalige jeugd de oude spelling niet meer zal herkennen, zodat eigenlijk iedereen verplicht is de nieuwe spelling te gebruiken.
In 2004 werd met grote meerderheid besloten vast te houden aan de einddatum van 2005, maar wel enkele aanpassingen te verwezenlijken. Dit houdt in, dat een klein aantal dubbelspellingen zijn ingevoerd.
Twee jaar later, in 2006, kwam er een spellinghervorming waar wél enkele spellingen veranderden. Zo werd het verplicht, woorden als “auseinandersetzen” aaneen te schrijven. De overgangsperiode liep als laatste af in Zwitserland en Liechtenstein op 31 juli 2009. Nu geldt er dus in heel de Duitstalige wereld slechts één spelling. Het overzicht dat hierop volgt gaat over de belangrijkste wijzigingen van de 2006-spelling ten opzichte van de daarvoor door Duden voorgeschreven spelling.

## Relatie klankletter

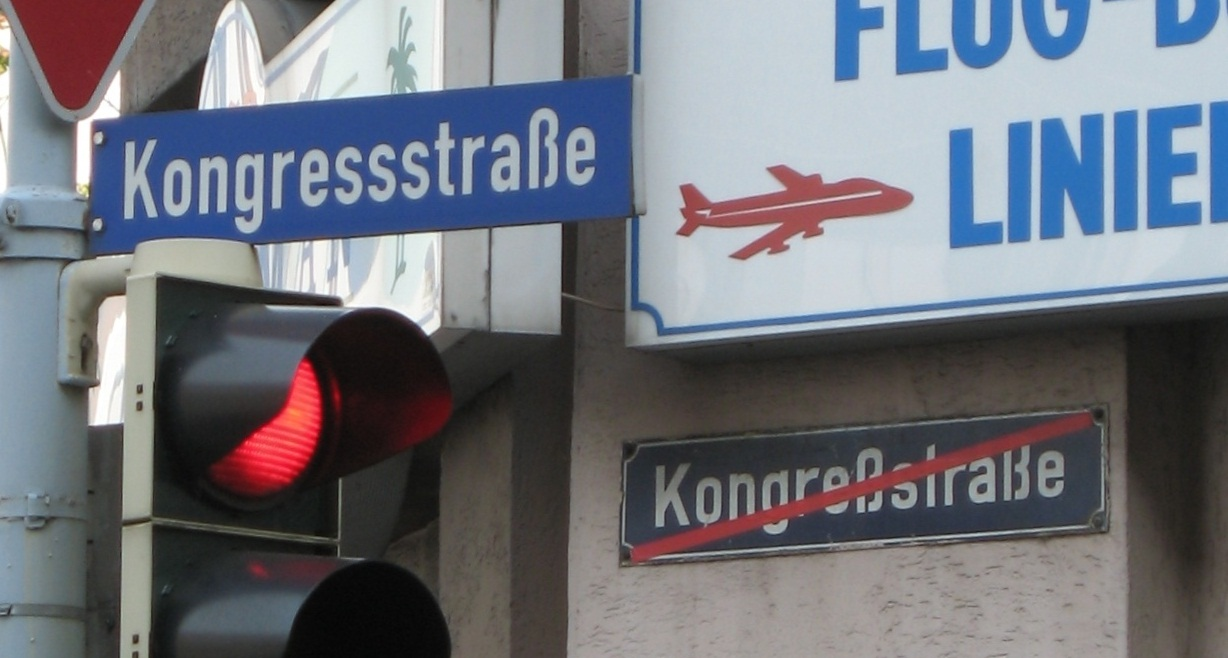
Drie identieke letters achter elkaar

- De stam van een woord bepaalt meer dan voorheen de spelling van afleidingen.
  - Het was: Nummer - numerieren, Platz - plazieren, Stange - Stengel. Het wordt: nummerieren, platzieren, Stängel.

- De letter ß staat alleen nog na lange klinkers en tweeklanken. Na korte klinkers staat enkel nog -ss.
  - Het was: der Fluß (korte klinker), die Flüsse, der Fuß (lange klinker), die Füße. Het wordt: der Fluss, die Flüsse.
  - Het blijft: der Fuß, die Füße, heiß.

- Drie identieke letters achter elkaar worden altijd volledig geschreven. Het plaatsen van een verbindingsstreepje is toegestaan:
  - Het was: Brennessel, Schiffahrt.
  - Het wordt: Brennnessel, Brenn-Nessel, Schifffahrt, Schiff-Fahrt.

- In vreemde woorden en leenwoorden mogen ph, th, rh, gh ook als f, t, r, g worden geschreven in gangbare, niet-vaktalige woorden.
  - Reeds ingeburgerd zijn bv. Telefon, Fotograf. Nieuw zijn Delfin naast Delphin, Panter naast Panther, Katarr naast Katarrh, Spagetti naast Spaghetti. Beide vormen zijn toegestaan.
  - Vak- en schrijftaalwoorden blijven onveranderd. Het blijft dus Philosophie, synthetisch.

- De uitgang -tial, -tiell mogen ook als -zial, -ziell gespeld worden indien het twee mogelijke stammen heeft.
  - Bijvoorbeeld potent (adjectief) of Potenz (substantief). Men mag kiezen: potenzial, potenziell of potential, potentiell.

## Hoofdletter
Zelfstandige naamwoorden binnen vaste verbindingen
- recht haben of Recht haben, in bezug auf wordt in Bezug auf.
- Alleen in combinatie met de werkwoorden sein, bleiben en werden wordt het zelfstandig naamwoord ook in de toekomst met kleine letter geschreven.

- Gesubstantiveerde bijvoeglijke naamwoorden
  - einen Witz zum Besten geben. Sie sagte das Gleiche. Er zieht den Kürzeren. Jung und Alt, auf Deutsch, in Englisch. Die Ampel schaltet auf Grün.Wir liefern das Gerät in Grau. Wir sind uns im Großen und Ganzen einig. Die Arbeiten sind im Allgemeinen nicht schlecht geraten. Das ist im Wesentlichen richtig. Im Einzelnen sind aber noch Verbesserungen möglich. Die Direktorin war auf dem Laufenden. Wir wurden aufs Freundlichste empfangen.

Bijwoordelijke uitdrukkingen met 'aufs' of 'auf das' kunnen ook met kleine letter geschreven worden.
- Sie hat uns aufs/auf das herzlichste begrüßt.
- Der Fall ließ sich aufs/auf das einfachste lösen.

Hiertoe behoren ook gesubstantiveerde rangtelwoorden:
- Jeder Dritte fährt Auto. Sie kam als Erste ins Ziel. Die Miete ist am Ersten jedes Monats zu bezahlen. Fürs Erste wollen wir nicht mehr darüber reden.

Maar vaste verbindingen met een voorzetsel en onverbogen adjectief of met verbogen adjectief zonder voorafgaand lidwoord worden met kleine letter geschreven
- Ware wird nur gegen bar ausgeliefert. Die Mädchen hielten durch dick und dünn zusammen. Das wird sich über kurz oder lang herausstellen. Damit habe ich mich von klein auf beschäftigt. Das werde ich dir schwarz auf weiß beweisen. Die Stimmung war grau in grau. Aus der Brandruine stieg von neuem Rauch auf. Wir konnten das Feuer nur von weitem betrachten. Der Fahrplan bleibt bis auf weiteres in Kraft. Unsere Pressesprecherin gibt Ihnen ohne weiteres Auskunft. Der Termin stand seit längerem fest.

De tijden van de dag in combinatie met vorgestern, gestern, heute, morgen, übermorgen, gestern Abend, heute Mittag, übermorgen Mitternacht.

## Kleine letter
Onbepaalde voornaamwoorden in alle vormen:
- Das haben schon viele erlebt. Zum Erfolg trugen auch die vielen bei, die ohne Entgelt mitgearbeitet haben. Nach dem Brand war nur noch weniges zu gebrauchen. Sie hat das wenige, was noch da war, in eine Kiste versorgt. Die meisten haben diesen Film schon einmal gesehen. Die einen kommen, die anderen gehen. Was der eine nicht tut, soll der andere nicht lassen. Die anderen kommen später. Das können auch andere bestätigen. Alles andere erzähle ich dir später. Sie hatte noch anderes zu tun. Unter anderem wurde auch über finanzielle Angelegenheiten gesprochen.

Als 'hundert' en 'tausend' een onbepaalde hoeveelheid aangeven, kunnen ze met kleine letter geschreven worden.
- Es kamen viele tausende/Tausende von Zuschauern.
- Mehrere tausend/Tausend Menschen füllten das Stadion.

## Los of aaneengeschreven
Het tweede deel van een tot nog toe aaneengeschreven woord is een werkwoord.
- radfahren wordt Rad fahren (het was altijd al Auto fahren),

verder geheim halten, gefangen nehmen, Raum sparend, schwarz sehen, viel umworben, Kopf stehen, kennen lernen of kennenlernen, spazieren gehen. 
Ook de afgeleide deelwoorden vormen niet langer één woord, bv. allein stehend, kennen gelernt, wild lebend.
Bijvoeglijke naamwoorden of deelwoorden waarvan het eerste deel trappen van vergelijking kan vormen bijvoorbeeld 
- dicht bevölkert, schwer verständlich

en die waarvan het eerste deel een zelfstandig naamwoord is bijvoorbeeld
- die Eisen verarbeitende Industrie.

Bij een aantal voorzetsels die uit meerdere delen bestaan, komen twee vormen voor
- auf Grund von naast aufgrund von
- an Stelle von naast anstelle von,
- zu Gunsten von naast zugunsten von.

## Verbindingsstreepje
Nieuw is dat samenstellingen met een cijfer aan het begin een verbindingsstreepje krijgen
bijvoorbeeld 8-jährig, 10-Tonner, 30-seitig, 3-mal, 100-prozentig.
De achtervoegsels staan zonder streepje
bijvoorbeeld 100%ig, der 68er, maar zowel 10-fach als 10fach is toegestaan.
Het gebruik van het verbindingsstreepje wordt aangemoedigd als dit de leesbaarheid bevordert, maar het is niet verplicht.
bijvoorbeeld Lotto-Annahmestelle, Desktop-Publishing, Kaffee-Ersatz. 
Uit het Engels overgenomen zelfstandige naamwoorden die zijn samengesteld uit een werkwoord en een bijwoord of voorzetsel, mogen ook met een streepje geschreven worden.
bijvoorbeeld Black-out of Blackout, Come-back of Comeback, Count-down of Countdown.

## Leestekens
- De regels zijn sterk vereenvoudigd en minder strikt; de taalgebruiker kan nu vaak kiezen of hij ter verduidelijking al dan niet een komma wil zetten, bijvoorbeeld vóór und en oder als verbinding van twee hoofdzinnen.
- Bij beknopte bijzinnen met een onbepaalde wijs of deelwoord is de plaatsing van een komma facultatief, bijvoorbeeld Es fing an [,] heftig zu regnen.

De komma is meer uitzondering dan regel, bijvoorbeeld Sie ist bereit [,] zu diesem Unternehmen ihren Beitrag zu leisten.
- Als regel kan gesteld worden: voor aber, sondern, jedoch, doch staat steeds een komma; voor und en oder geen.
- Een komma wordt dan wel weer gebruikt om misverstanden te vermijden:

Sabine versprach ihrem Vater, einen Brief zu schreiben.
Sabine versprach, ihrem Vater einen Brief zu schreiben.

## Afbreken
Er zijn twee belangrijke veranderingen:
- niet meer afbreken ín de -ck- (Decke - Dek-ke), maar vóór de -ck- (De-cke)
- niet meer afbreken vóór de -st- (Klo-ster), maar ín de -st- (Klos-ter)